# Sherlock (serial)
Sherlock este un serial TV adaptat după operele literare cu Sherlock Holmes ale lui Sir Arthur Conan Doyle și produs de Hartswood Films pentru canalul de televiziune britanic BBC. Premiera a avut loc în iulie-august 2010.
Serialul este creat de Steven Moffat și Mark Gatiss. Rolurile principale sunt interpretate de Benedict Cumberbatch (Sherlock Holmes), Martin Freeman (dr. John Watson) și Andrew Scott (profesorul James Moriarty).
Serialul se bazează pe scrierile lui Arthur Conan Doyle dar acțiunea are loc în prezent, într-o lume dezvoltată tehnologic.

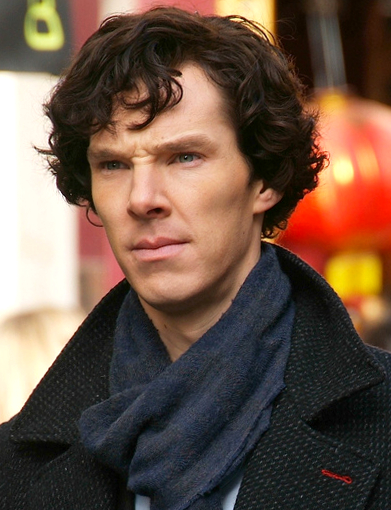
Benedict Cumberbatch în rolul lui Sherlock Holmes

## Distribuția
| Actor/Actriță        | Personaje       |
| -------------------- | --------------- |
| Benedict Cumberbatch | Sherlock Holmes |
| Martin Freeman       | John Watson     |
| Mark Gatiss          | Mycroft Holmes  |
| Rupert Graves        | Greg Lestrade   |
| Andrew Scott         | Jim Moriarty    |
| Una Stubbs           | Sra. Hudson     |
| Vinette Robinson     | Sally Donovan   |
| Louise Brealey       | Molly Hooper    |